# Peter Malberg

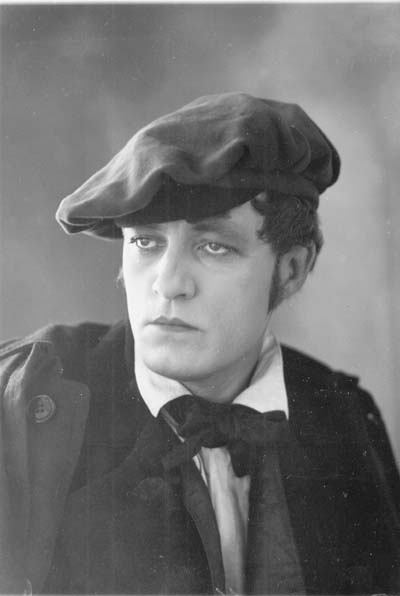
Peter Malberg (1922)

Peter Martinus Malberg (* 21. September 1887 in Aarhus; † 23. Juni 1965 in Glostrup) war ein dänischer Schauspieler und Setdesigner.

## Leben und Werk
Peter Malberg wuchs als Sohn des Spediteurs Peter Broch Malberg (1845–1930) und seiner Frau Cathrine Marie Schejby (1846–1911) auf. Sein Bruder ist der Schauspieler Henrik Malberg.
Nach seinem Schulabschluss machte er zunächst eine Ausbildung zum Maler/Lackierer. Durch diese Tätigkeit war er einige Zeit lang als Landschaftsmaler und Setdesigner am Aarhus Teater tätig. Von 1905 bis 1907 absolvierte er seine Schauspielausbildung an der Eleveskole des Königlichen Theaters Kopenhagen. Sein Bühnendebüt als Theaterschauspieler hatte er am 22. März 1907 am Aarhus Teater. Danach stand er auch auf der Bühne am Odense Teater, Helsingør-Theater, Betty-Nansen-Theater, Dagmarteatret, Nørrebro-Theater und am Frederiksberg-Theater, wo er von 1913 bis 1925 als festes Ensemblemitglied engagiert war. Er trat zeitweise auch bei Theateraufführungen im Kopenhagener Freizeitpark Tivoli auf.
Malberg wirkte von 1910 bis zu seinem Tod als Schauspieler in über 90 dänischen Filmen und einigen Fernsehproduktionen mit. Bis zum Jahr 1927 trat er als Darsteller vor allem in Stummfilmen auf, darunter auch in David Copperfield. Besonders beliebt wurde Malberg beim dänischen Publikum durch seine Rolle als Onkel Anders in der achtteiligen Filmreihe Vater hoch vier.
Er war Träger des Dannebrogordens. Zudem erhielt er das Ehrenzeichen der Académie française und das Ehrenkreuz vom Portugiesischen Roten Kreuz.
Peter Malberg war ab dem 27. Dezember 1925 bis zu ihrem Tod mit Ellen Nimb-Olsen (20. Mai 1903–14. Mai 1964) verheiratet. Die Ehe blieb kinderlos. Er starb am 23. Juni 1965 im Alter von 77 Jahren in Glostrup. Seine Grabstätte befindet sich auf dem Assistenzfriedhof im Kopenhagener Stadtteil Norrebro.

## Filmografie (Auswahl)
- 1922: David Copperfield
- 1923: Der letzte Tanz (Den sidste Dans)
- 1950: Die roten Pferde (De røde Heste)
- 1964: Sommer i Tyrol
- 1964: 2 × 2 im Himmelbett (Halløj i himmelsengen)